# Inspektion Tennstedt
Die Inspektion Tennstedt war eine geistliche Behörde im Kurfürstentum Sachsen, die im 17. und 18. Jahrhundert bestand, 1746/57 gemeinsam mit der Inspektion Pforta aufgehoben und letztendlich der Superintendentur Langensalza unterstellt wurde.
Folgende Mutter- und Filialkirchen unterstanden der Inspektion Tennstedt:
- Im Bezirk Langensalza:
  - Tennstedt
    - Pfarrkirche, vormals St. Wipperti, später zur heiligen Dreifaltigkeit genannt
    - Gottesackerkirche zu St. Nicolai
    - Lazerattkirche zum heiligen Geist
    - keine Filialkirche, früher war Wenigentennstedt ein Filial. Im Dreißigjährigen Krieg zogen die Einwohner nach Tennstedt und die Häuser wurden nach und nach abgerissen. Letzter dortiger Pfarrer war Andreas Toppius. Nach dessen Tod verfiel die Kirche, von der 1716 nur noch die Außenmauern standen.

  - Kleinvargula, früher Wenigenvargula
    - Kirche St. Sixti und Julianae ohne Filial.

  - Klettstedt
    - Kirche St. Caecilia ohne Filial.

  - Nägelstedt, früher Neilstedt
    - Kirche St. Georgii auf dem Komturhof im unteren Dorfteil unter der Kommende Nägelstedt
    - Kirche St. Michaelis im oberen Dorfteil unter dem Amt Langensalza
    - keine Filialkirche

  - Ufhoven
    - Kirche St. Wipperti ohne Filial

  - Henningsleben
  - Kirche B. Mariae Virg. ohne Filial
  - Zimmern
    - Kirche St. Martini, nach Neubau 1702 zur heiligen Dreifaltigkeit genannt

  - Alterstedt
    - Kirche D. Pancartii, 1703 neu erbaut ohne Filial

  - Weberstedt
    - Kirche St. Ulrici ohne Filial

  - Mülverstedt
    - Kirche St. Martini ohne Filial

  - Oppershausen
    - Kirche S. B. Mariae Virginis ohne Filial

  - Kammerforst
    - Kirche Srt. Andreae ohne Filial

  - Treffurt
    - Pfarrkirche St. Bonifacii
    - Gottesackerkirche St. Nicolai
    - kein Filial, eingepfarrt ist Klein Töpfra mit vier Häusern und dem Meyerhof.

  - Falken
    - Pfarrkirche St. Martini
    - Gottesackerkirche

  - Schnellmannshausen
    - Dorf gehört zur Hälfte zur Ganerbschaft Treffurt, Kirche liegt auf deren Territorium

  - Großburschla
    - Dorf liegt in Ganerbschaft Treffurt ohne Filial.

  - Oberdorla
    - Kirche St. Petri & Pauli ohne Filial

  - Niederdorla
    - Dorf liegt in Ganerbschaft, Kirche St. Joh. Baptiste ohne Filial

  - Langula
    - Dorf liegt in Ganerbschaft, Kirche ohne Filial

  - Seebach
    - Kirche St. Johannis Baptistae ohne Filial[2]